# Steve Chettle
Stephen Chettle, detto Steve (Nottingham, 27 settembre 1968), è un allenatore di calcio ed ex calciatore inglese, di ruolo difensore, tecnico del Basford Utd.

## Palmarès

### Giocatore

#### Competizioni nazionali
- Campionato inglese di seconda divisione: 1

Nottingham Forest: 1997-1998
- Coppa di Lega inglese: 2

Nottingham Forest: 1988-1989, 1989-1990
- Full Members Cup: 2

Nottingham Forest: 1988-1989, 1991-1992